# Каннський кінофестиваль 1957
10-й Каннський міжнародний кінофестиваль відбувся з 23 квітня по 10 травня у Каннах, Франція. У конкурсі було представлено 31 повнометражну стрічку, 28 короткометражок. Позаконкурсним фільмом режисера Майкла Андерсона Навколо Світу за 80 днів було відкрито фестиваль.

## Журі
- Андре Моруа — Голова журі,  Франція
- Жан Кокто — Почесний голова,  Франція
- Моріс Женевуа,  Франція
- Жорж Юісман,  Франція
- Моріс Леманн,  Франція
- Марсель Паньоль,  Франція
- Майкл Пауелл,  Велика Британія
- Жуль Ромен,  Франція
- Долорес дель Ріо,  Мексика
- Джордж Стівенс,  США
- Владімир Волчек,  Чехословаччина

Програми короткометражних фільмів
- Клод Авлін,  Франція
- Роман Кармен,  СРСР
- Альбер Ламоріс,  Франція
- Альберто Латтуада,  Італія
- Жан Віві,  Франція

## Фільми-учасники конкурсної програми
Повнометражні фільми
| Фільм                                                              | Назва мовою оригіналу                                          | Режисер                   | Країна          |
| ------------------------------------------------------------------ | -------------------------------------------------------------- | ------------------------- | --------------- |
| Аль Айн                                                            | Ila Ayn                                                        | Джордж Нассер             | Ліван           |
| Білі гори                                                          | Shiroi sanmyaku                                                | Садао Імамура             | Японія          |
| Гвендолін                                                          | Guendalina                                                     | Альберто Латтуада         | Італія Франція  |
| Долина миру                                                        | Dolina miru                                                    | Франц Штігліц             | СФРЮ            |
| Дружнє переконання                                                 | Friendly Persuasion                                            | Вільям Вайлер             | США             |
| Дах Японії                                                         | Shiroi sanmyaku                                                | Садао Імамура             | Японія          |
| Два визнання                                                       | Két vallomás                                                   | Мартон Келеті             | Угорщина        |
| Дім ангела                                                         | La Casa del ángel                                              | Леопольдо Торре Нілссон   | Аргентина       |
| Дон Кіхот                                                          | Дон Кихот                                                      | Григорій Козінцев         | СРСР            |
| Забавна мордочка                                                   | Funny face                                                     | Стенлі Донен              | США             |
| Загублені діти                                                     | Ztracenci                                                      | Мілош Маковец             | Чехословаччина  |
| Засуджений до смерті втік, або Дух віє, де хоче                    | Un condamné à mort s'est échappé ou Le vent souffle où il veut | Робер Брессон             | Франція         |
| Земля                                                              | Zemya                                                          | Закарі Зандов             | Болгарія        |
| Інцидент Янцзи: Історія англійського військового корабля «Аметист» | Yangtse Incident: The Story of H.M.S. Amethyst                 | Майкл Андерсон            | Велика Британія |
| Канал                                                              | Kanał                                                          | Анджей Вайда              | Польща          |
| Ківіток                                                            | Qivitoq                                                        | Ерік Беллінг              | Данія           |
| Лапландський календар                                              | Same Jakki                                                     | Пер Хойєр                 | Норвегія        |
| Лінія долі                                                         | Rekava                                                         | Лестер Джеймс Пер'єс      | Шрі-Ланка       |
| Ночі Кабірії                                                       | Le notti di Cabiria                                            | Федеріко Фелліні          | Італія Франція  |
| Ошукані до Судного дня                                             | Betrogen bis zum jüngsten Tag                                  | Курт Янг-Альсен           | НДР             |
| Парубочий вечір                                                    | The Bachelor Party                                             | Делберт Манн              | США             |
| Приплив опівдні                                                    | High Tide at Noon                                              | Філіп Лікок               | Велика Британія |
| Роза Бернд                                                         | Rose Bernd                                                     | Вольфганг Штаудте         | ФРН             |
| Рис                                                                | 米 / Kome                                                      | Тадасі Імаї               | Японія          |
| Серпень                                                            | August                                                         | Ентоні Гопкінс            | Велика Британія |
| Сіссі — молода імператриця                                         | Sissi — Die junge Kaiserin                                     | Ернст Марішка             | Австрія ФРН     |
| Сьома печатка                                                      | Det Sjunde Inseglet                                            | Інгмар Бергман            | Швеція          |
| Сорок перший                                                       | Сорок первый                                                   | Григорій Чухрай           | СРСР            |
| Той, хто повинен померти                                           | Celui qui doit mourir                                          | Жуль Дассен               | Франція Італія  |
| Урожайний місяць                                                   | Elokuu                                                         | Матті Кассіла             | Фінляндія       |
| Фаустіна                                                           | Faustina                                                       | Хосе Луїс Саенз де Ередіа | Іспанія         |
| Щасливий млин                                                      | La 'Moara cu noroc'                                            | Віктор Іліу               | Румунія         |
|                                                                    | Gotoma the Buddha                                              | Райбанс Кханна            | Індія           |

## Фільми позаконкурсної програми
- Навколо Світу за 80 днів, режисер Майкл Андерсон

## Нагороди
- Золота пальмова гілка: Дружнє переконання, режисер Вільям Вайлер
- Приз журі:
  - Канал, режисер Анджей Вайда
  - Сьома печатка, режисер Інгмар Бергман
- Приз за найкращу чоловічу роль: Джон Кіцміллер — Долина миру
- Приз за найкращу жіночу роль: Джульєтта Мазіна — Ночі Кабірії
- Приз за найкращу режисуру: Робер Брессон — Засуджений до смерті втік, або Дух віє, де хоче
- Особлива згадка: Gotoma the Buddha, режисер Райбанс Ханна
- Спеціальна нагорода: Сорок перший, режисер Григорій Чухрай
- Найкращий романтичний документальний фільм: Дах Японії, режисер Садао Імамура
- Золота пальмова гілка за короткометражний фільм: Коротка історія, режисер Іон Попеску-Гопо
- Особливий приз Міжнародної Католицької організації в області кіно (OCIC):
  - Той, хто повинен померти, режисер Жуль Дассен
  - Ночі Кабірії, режисер Федеріко Фелліні